# Sirmione
Sirmione är en stad och kommun i provinsen Brescia, regionen Lombardiet, norra Italien. Staden Sirmiones historiska centrum är beläget på spetsen av den smala landtunga som sträcker sig ut i Gardasjön från dess södra strand. Kommunen hade 8 254 invånare (2018). Sirmione gränsar till kommunerna Desenzano del Garda och Peschiera del Garda.
Sirmione hade 6 534 invånare 2001. Staden lockar många turister med sina medeltida gränder, sin medeltida borg och ruinerna av en romersk villa. Sirmione har även ett stort utbud av hotell, kaféer, restauranger och mindre butiker. Butikerna i stadskärnan är ofta exklusiva. Stadskärnan är tillgänglig för biltrafik via en smal bro, men det krävs särskilda tillstånd alternativt en reservation på ett av hotellen för att få köra in där. Sirmione har en livligt frekventerad brygga med båttrafik till samtliga orter runt Gardasjön.

## Historia
De äldsta spåren av mänsklig närvaro är från mellan femte och fjärde årtusendena f.Kr.
Från och med första århundradet f.Kr. blev hela Gardaregionen inklusive nuvarande Sirmione populära avkopplingsorter för välbärgade romare, främst från Verona, då den främsta romerska staden i nordöstra Italien. Poeten Catullus prisade stadens skönhet och berättade om sin villa.
Under romartidens sista århundraden (cirka 300–400 e.Kr.) befästes staden för att försvara Gardasjöns södra strand. Staden var fortsatt bebodd också efter att Langobarderna erövrat norra Italien. Omkring år 1000 var Sirmione förmodligen självständigt. Från tidigt 1200-tal kom Sirmione under Veronafamiljen Scaligers inflytande. Befästningen av Sirmione utökades under denna period med en borg. Staden hade fortsatt militär betydelse till och med 1500-talet.
Sirmione tillhörde republiken Venedig 1405–1797 då staden övertogs av Österrike. Den blev en del av det Italienska kungadömet 1860.

## Sevärdheter
Den så kallade Grotte di Catullo är det mest storslagna exemplet på en romersk privatbostad i norra Italien, bottenytan på huset var 167 x 105 m.
Scaligerborgen (från 1200-talet) med ett ovanligt exempel på medeltida hamnbefästning som användes till att skydda Scaligerflottan.
San Pietro-kyrkan som är byggd under langobardtiden, men renoverad på 1300-talet. Innehåller fresker från 1100-1500-talen. Klocktornet är från 1070.